# Olympisch Stadion Fisjt
Het Olympisch Stadion Fisjt (Russisch: Олимпийский Стадион «Фишт») staat in het Olympisch Park Sotsji in Adler, een voorstad van Sotsji. Het stadion is vernoemd naar de Fisjtberg en bevindt zich op loopafstand van het olympisch dorp. De capaciteit van het stadion is 47.659 toeschouwers.
Het Olympisch stadion, ontworpen in een schelpvorm ter ere van de Fabergékunst, is gebouwd voor de Olympische Winterspelen 2014 en Paralympische Winterspelen 2014. Het stadion is ontworpen door het Amerikaanse architectenbureau Populous en zal 63,5 miljoen dollar gaan kosten. Het definitieve ontwerp werd onthuld in september 2009.
Na de Spelen zal het complex dienen als een stadion voor het Russisch voetbalelftal. In 2018 verhuisde tweedeklasser Dinamo Sint-Petersburg naar het stadion en nam de naam PFK Sotsji aan zodat het een vaste bespeler zou hebben.

## Toernooien

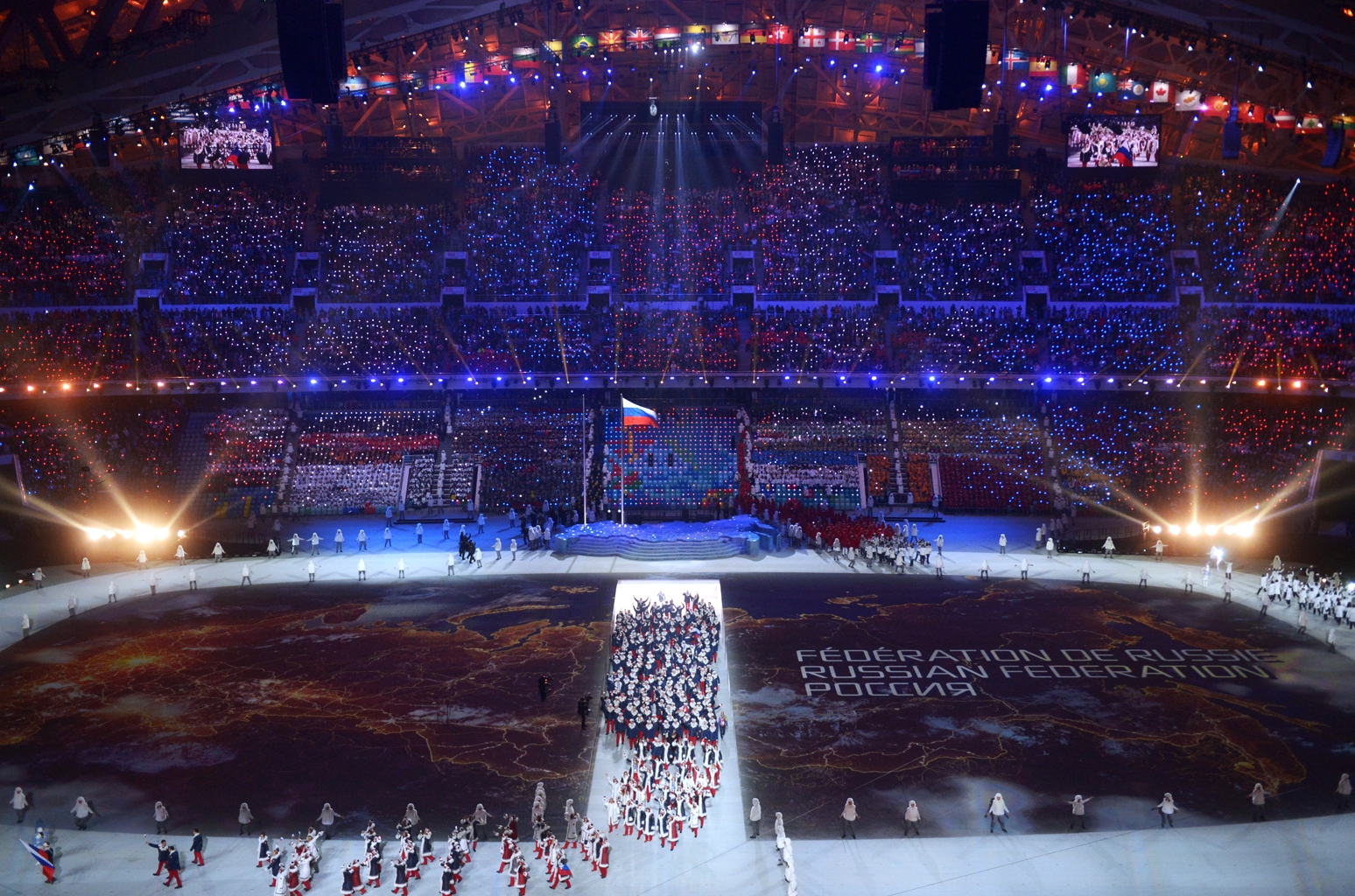
openingsceremonie van de Winterspelen 2014

Het stadion gaat gebruikt worden voor een aantal voetbaltoernooien. In 2017 worden enkele wedstrijden om de FIFA Confederations Cup hier gespeeld. Een jaar later is het stadion een van de locaties voor het wereldkampioenschap voetbal 2018.

### Confederations Cup 2017
| Datum        | Tijd          | Thuisteam | Uitslag | Uitteam       | Competitie         | Toeschouwers | Onderling resultaat |
| ------------ | ------------- | --------- | ------- | ------------- | ------------------ | ------------ | ------------------- |
| 19 juni 2017 | 18:00 (UTC+3) | Australië | 2 – 3   | Duitsland     | Groepsfase groep B | 28.605       | onderling resultaat |
| 21 juni 2017 | 21:00 (UTC+3) | Mexico    | 2 – 1   | Nieuw-Zeeland | Groepsfase groep A | 25.133       | onderling resultaat |
| 25 juni 2017 | 18:00 (UTC+3) | Duitsland | 3 – 1   | Kameroen      | Groepsfase groep B | 30.230       | onderling resultaat |
| 29 juni 2017 | 21:00 (UTC+3) | Duitsland | 4 – 1   | Mexico        | Halve finale       | 37.923       | onderling resultaat |

### Wereldkampioenschap voetbal 2018
| Datum        | Tijd          | Thuisteam | Uitslag        | Uitteam  | Competitie         | Toeschouwers | Onderlingsresultaat |
| ------------ | ------------- | --------- | -------------- | -------- | ------------------ | ------------ | ------------------- |
| 15 juni 2018 | 21:00 (UTC+3) | Portugal  | 3 – 3          | Spanje   | Groepsfase poule B | 43.866       | onderlingsresultaat |
| 18 juni 2018 | 18:00 (UTC+3) | België    | 3 – 0          | Panama   | Groepsfase poule G | 43.257       | onderlingsresultaat |
| 23 juni 2018 | 21:00 (UTC+3) | Duitsland | 2 – 1          | Zweden   | Groepsfase poule F | 44.287       | onderlingsresultaat |
| 26 juni 2018 | 17:00 (UTC+3) | Australië | 0 – 2          | Peru     | Groepsfase poule C | 44.073       | onderlingsresultaat |
| 30 juni 2018 | 21:00 (UTC+3) | Uruguay   | 2 – 1          | Portugal | Achtste finale     | 44.873       | onderlingsresultaat |
| 7 juli 2018  | 21:00 (UTC+3) | Rusland   | 2 – 2 (pn.3–4) | Kroatië  | Kwartfinale        | 44.287       | onderlingsresultaat |

### Overige interlands
| 1 | 28 maart 2017   | Rusland – België   | 3 – 3 | Vriendschappelijk           | 39.000 |
| 2 | 14 oktober 2018 | Rusland – Turkije  | 2 – 0 | UEFA Nations League 2018/19 | 38.288 |
| 3 | 27 maart 2021   | Rusland – Slovenië | 2 – 1 | WK 2022 kwalificatie        | 13.008 |

Stadion Sint-Petersburg (Sint-Petersburg) · Olympisch Stadion Loezjniki (Moskou) · Otkrytieje Arena (Moskou) · Stadion Nizjni Novgorod (Nizjni Novgorod) · Stadion Kaliningrad (Kaliningrad) · Centraal Stadion (Jekaterinenburg) ·  Mordovia Arena (Saransk) ·  Kazan Arena (Kazan) · Rostov Arena (Rostov aan de Don) · Olympisch Stadion Fisjt (Sotsji) · Volgograd Arena (Volgograd) · Cosmos Arena (Samara)